# Oktoknopie deelt uit
Oktoknopie deelt uit is het derde album uit de reeks Oktoknopie. Het werd getekend en geschreven door Gerard Leever. Het album heeft geen verhaallijn, want het is een bundeling van 
één-pagina lange gags, die eerder al in Taptoe verschenen.